# Конвой JW 58

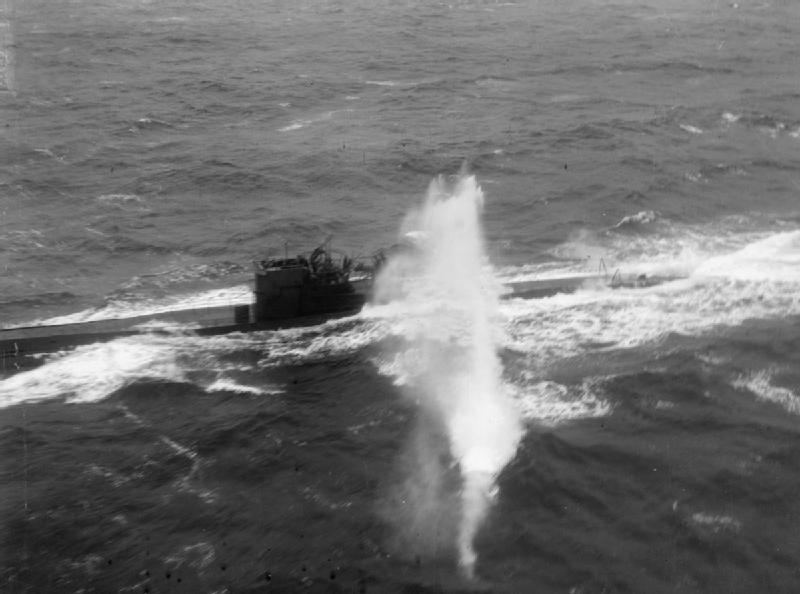
Британський палубний бомбардувальник-торпедоносець «Евенджер» з авіаносця «Трекер» атакує німецький підводний човен U-288 під час супроводження конвою JW 58

Конвой JW 58 (англ. Convoy JW 58) — арктичний конвой транспортних і допоміжних суден у кількості 56 одиниць, який у супроводженні союзних кораблів ескорту прямував від берегів Ісландії до радянських портів Мурманськ та Архангельськ. 27 березня 1944 року конвой вийшов з шотландської затоки Лох Ю та прибув до Кольської затоки 4 квітня. Під час переходу морем конвой піддався атакам німецьких Люфтваффе та Крігсмаріне, але жодного судна чи корабля не було потоплено. Німці втратили три підводні човни та шість літаків, збитих у ході проходження конвою до радянських портів.

## Історія
27 березня 1944 року конвой, що складався з 47 торгових суден, у супроводі ближнього ескорту з двох есмінців та трьох корветів під командуванням лейтенант-командера Лембтона вийшов з Лох Ю. У нього також входив американський крейсер «Мілвокі», який передавався радянському флоту в рамках угоди про розподіл італійського флоту, що капітулював. Згодом до сил конвою з Ісландії приєдналися ще три судна, що прямували з Північної Америки до портів СРСР. 29 березня до супроводження основних сил транспортного конвою підключилися головні сили ескорту, до яких зокрема входили два ескортні авіаносці «Ектівіті» і «Трекер». На переважній більшості маршруту транспортні судна супроводжували групи ескорту з Великої Британії та Ісландії, до яких пізніше приєдналася місцева ескортна група з Мурманська. Додатково далеке прикриття забезпечували кораблі Домашнього флоту, які брали участь в операції «Тангстен», повітряному ударі по німецькому лінкору «Тірпіц», що стояв на якорі у Алта-фіорді.
Проти союзного конвою виступили підводні човни німецької арктичної флотилії, 16 субмарин, що формували патрульні лінії «Блиц», «Хаммер» та «Тор».
29 березня «Старлінг» у Норвезькому морі випадково наразився на німецький човен U-961, який вирушав до Північної Атлантики. В результаті атаки глибинними бомбами британського шлюпа «Старлінг» німецький підводний човен був затоплений. 31 березня німецькі патрульні лінії субмарин розпочали скоординовані атаки на союзні транспортні судна. За наступні 48 годин було проведено 18 атак на конвой. Жодне судно не постраждало, втім три німецькі човни була знищені. U-355 скоріш за все був знищений атакою есмінця «Бігль» та палубною авіацією авіаносця «Трекер». 2 квітня «Кеппель» знищив U-360 атакою багатоствольною бомбометною установкою Mk 10 «Хеджхог». 3 квітня на схід від Ведмежого острова глибинними бомбами та ракетами «Свордфіша» з британського ескортного авіаносця «Актівіті» та «Вайлдкета» та «Евенджера» з ескортного авіаносця «Трекер» був потоплений U-288. Всі 49 членів екіпажу загинули.
3 квітня до JW 58 також приєднався східний ближній ескорт, чотири радянські есмінці, а 4 квітня конвой без втрат прибув до Кольської затоки.

## Кораблі та судна конвою JW 58

### Транспортні судна
Позначення
| Назва                        | Прапор          | Тоннаж (GRT) | Прим.                                                                                 |
| ---------------------------- | --------------- | ------------ | ------------------------------------------------------------------------------------- |
| Andrew Carnegie (1942)       | США             | 7 176        |                                                                                       |
| Arunah S Abell (1943)        | США             | 7 176        |                                                                                       |
| Barbara Frietchie (1943)     | США             | 7 176        |                                                                                       |
| Benjamin H Latrobe (1942)    | США             | 7 176        |                                                                                       |
| Benjamin Schlesinger (1944)  | США             | 7 176        |                                                                                       |
| Charles Gordon Curtis (1944) | США             | 7 176        | Переданий СРСР як «Сергій Кіров»                                                      |
| Dolabella (1939)             | Велика Британія | 8 142        |                                                                                       |
| Edward P Alexander (1943)    | США             | 7 201        |                                                                                       |
| Eloy Alfaro (1944)           | США             | 7 176        | приєднався до конвою з Рейк'явіка, але повернувся до Ісландії. Згодом прибув до Лох Ю |
| Empire Prowess (1943)        | Велика Британія | 7 058        |                                                                                       |
| Fort Columbia (1942)         | Велика Британія | 7 155        |                                                                                       |
| Fort Hall (1943)             | Велика Британія | 7 157        |                                                                                       |
| Fort Kullyspell (1943)       | Велика Британія | 7 190        |                                                                                       |
| Fort Vercheres (1942)        | Велика Британія | 7 128        | до 1 серпня перейшов до Архангельська                                                 |
| Fort Yukon (1943)            | Велика Британія | 7 153        |                                                                                       |
| Francis Scott Key (1941)     | США             | 7 191        |                                                                                       |
| Francis Vigo (1943)          | США             | 7 176        |                                                                                       |
| George Gale (1942)           | США             | 7 176        |                                                                                       |
| George M Cohan (1943)        | США             | 7 176        |                                                                                       |
| George T Angell (1944)       | США             | 7 176        |                                                                                       |
| Gilbert Stuart (1943)        | США             | 7 176        | відстав від конвою та повернувся на базу                                              |
| Grace Abbott (1942)          | США             | 7 191        |                                                                                       |
| Hawkins Fudske (1943)        | США             | 7 176        |                                                                                       |
| Henry Villard (1942)         | США             | 7 176        |                                                                                       |
| James Smith (1942)           | США             | 7 181        |                                                                                       |
| John B Lennon (1943)         | США             | 7 198        |                                                                                       |
| John Carver (1942)           | США             | 7 176        |                                                                                       |
| John Davenport (1942)        | США             | 7 176        |                                                                                       |
| John McDonogh (1943)         | США             | 7 176        |                                                                                       |
| John T Holt (1943)           | США             | 7 176        | приєднався до конвою з Рейк'явіка                                                     |
| Joseph N Nicollett (1943)    | США             | 7 176        |                                                                                       |
| Joshua Thomas (1943)         | США             | 7 176        |                                                                                       |
| Joyce Kilmer (1943)          | США             | 7 176        |                                                                                       |
| Julien Poydras (1943)        | США             | 7 176        |                                                                                       |
| Lacklan (1929)               | Велика Британія | 8 670        |                                                                                       |
| Morris Hillquit (1944)       | США             | 7 210        |                                                                                       |
| Nicholas Biddle (1942)       | США             | 7 191        |                                                                                       |
| Noreg (1931)                 | Норвегія        | 7 605        |                                                                                       |
| Pierre S Dupont (1942)       | США             | 7 176        |                                                                                       |
| Rathlin (1936)               | Велика Британія | 1 600        | Рятувальне судно конвою                                                               |
| Thomas Sim Lee (1942)        | США             | 7 191        |                                                                                       |
| Townsend Harris (1943)       | США             | 7 176        |                                                                                       |
| W R Grace (1943)             | США             | 7 176        |                                                                                       |
| William D Byron (1944)       | США             | 7 210        |                                                                                       |
| William Matson (1943)        | США             | 7 176        |                                                                                       |
| William McKinley (1943)      | США             | 7 200        |                                                                                       |
| William Moultrie (1942)      | США             | 7 177        |                                                                                       |
| William Pepper (1943)        | США             | 7 176        |                                                                                       |
| William S Thayer (1943)      | США             | 7 176        | приєднався до конвою з Рейк'явіка                                                     |

### Кораблі ескорту
| Океанський ескорт                              |                                         |                                                          |                                     |
| «Ектівіті»                                     | Військово-морські сили Великої Британії | ескортний авіаносець                                     | 29 березня-4 квітня, ескорт         |
| «Бігль»                                        | Військово-морські сили Великої Британії | ескадрений міноносець типу «B»                           | 29 березня-4 квітня                 |
| «Блюбелл»                                      | Військово-морські сили Великої Британії | корвет типу «Флавер»                                     | 27 березня-4 квітня, ближній ескорт |
| «Боудісіа»                                     | Військово-морські сили Великої Британії | ескадрений міноносець типу «B»                           | 29 березня-4 квітня                 |
| «Шамі»                                         | Військово-морські сили Великої Британії | тральщик типу «Ок»                                       | 27 березня-4 квітня, ближній ескорт |
| «Ченз»                                         | Військово-морські сили Великої Британії | тральщик типу «Ок»                                       | 27 березня-4 квітня, ближній ескорт |
| «Дайадем»                                      | Військово-морські сили Великої Британії | легкий крейсер/крейсер ППО типу «Дідо»                   | 29 березня-4 квітня                 |
| «Фіцрой»                                       | Військово-морські сили Великої Британії | фрегат типу «Кептен»                                     | 29-31 березня                       |
| «Ханісакл»                                     | Військово-морські сили Великої Британії | корвет типу «Флавер»                                     | 27 березня-4 квітня                 |
| «Імпалсів»                                     | Військово-морські сили Великої Британії | ескадрений міноносець типу «I»                           | 29 березня-4 квітня                 |
| «Інконстант»                                   | Військово-морські сили Великої Британії | ескадрений міноносець типу «I»                           | 27 березня-4 квітня                 |
| «Кеппель»                                      | Військово-морські сили Великої Британії | лідер ескадрених міноносців типу «Шекспір»               | 29 березня-4 квітня                 |
| «Лотус»                                        | Військово-морські сили Великої Британії | корвет типу «Флавер»                                     | 27 березня-4 квітня; ближній ескорт |
| «Мегпай»                                       | Військово-морські сили Великої Британії | шлюп типу «Блек Свон»                                    | 29 березня-4 квітня                 |
| «Обідіент»                                     | Військово-морські сили Великої Британії | ескадрений міноносець типу «O»                           | 29 березня-4 квітня                 |
| «Оффа»                                         | Військово-морські сили Великої Британії | ескадрений міноносець типу «O»                           | 29 березня-4 квітня                 |
| «Онслоу»                                       | Військово-морські сили Великої Британії | лідер ескадрених міноносців типу «O»                     | 29 березня-4 квітня                 |
| «Онікс»                                        | Військово-морські сили Великої Британії | тральщик типу «Алджерін»                                 | 27-29 березня                       |
| «Опорт'юн»                                     | Військово-морські сили Великої Британії | ескадрений міноносець типу «O»                           | 29 березня-4 квітня                 |
| «Орестес»                                      | Військово-морські сили Великої Британії | тральщик типу «Алджерін»                                 | 27-29 березня                       |
| «Орібі»                                        | Військово-морські сили Великої Британії | ескадрений міноносець типу «O»                           | 29 березня-4 квітня                 |
| «Орвелл»                                       | Військово-морські сили Великої Британії | ескадрений міноносець типу «O»                           | 29 березня-4 квітня                 |
| «Реттлснейк»                                   | Військово-морські сили Великої Британії | тральщик типу «Алджерін»                                 | 27-29 березня                       |
| «Рододендрон»                                  | Військово-морські сили Великої Британії | корвет типу «Флавер»                                     | 27-29 березня                       |
| «Саумарез»                                     | Військово-морські сили Великої Британії | лідер ескадрених міноносців типу «S»                     | 29 березня-4 квітня                 |
| «Скорпіон»                                     | Військово-морські сили Великої Британії | ескадрений міноносець типу «S»                           | 29 березня-4 квітня                 |
| «Серапіс»                                      | Військово-морські сили Великої Британії | ескадрений міноносець типу «S»                           | 29 березня-4 квітня                 |
| «Старлінг»                                     | Військово-морські сили Великої Британії | шлюп типу «Модифікований Блек Свон»                      | 29 березня-4 квітня                 |
| «Старворт»                                     | Військово-морські сили Великої Британії | корвет типу «Флавер»                                     | 27-29 березня                       |
| «Сторд»                                        | Військово-морські сили Норвегії         | ескадрений міноносець типу «S»                           | 29 березня-4 квітня                 |
| «Трекер»                                       | Військово-морські сили Великої Британії | ескортний авіаносець типу «Боуг»                         | 29 березня-4 квітня                 |
| «Мілвокі»                                      | Військово-морські сили США              | легкий крейсер типу «Омаха»                              | 29 березня-4 квітня                 |
| «Венус»                                        | Військово-морські сили Великої Британії | ескадрений міноносець типу «V»                           | 29 березня-4 квітня                 |
| «Волкер»                                       | Військово-морські сили Великої Британії | ескадрений міноносець «Адміралті» типу «W»               | 29 березня-4 квітня                 |
| «Весткотт»                                     | Військово-морські сили Великої Британії | ескадрений міноносець «Адміралті» типу «W»               | 27 березня-4 квітня                 |
| «Вімбрел»                                      | Військово-морські сили Великої Британії | шлюп типу «Модифікований Блек Свон»                      | 29 березня-4 квітня                 |
| «Вайтхолл»                                     | Військово-морські сили Великої Британії | ескадрений міноносець «Модифікований Адміралті» типу «W» | 27 березня-4 квітня                 |
| «Вайлд Гус»                                    | Військово-морські сили Великої Британії | шлюп типу «Блек Свон»                                    | 29 березня-4 квітня                 |
| «Врен»                                         | Військово-морські сили Великої Британії | шлюп типу «Блек Свон»                                    | 29 березня-4 квітня                 |
| «Ресле»                                        | Військово-морські сили Великої Британії | ескадрений міноносець типу «W»                           | 27 березня-4 квітня                 |
| Ескадрена група ближнього ескорту (3-4 квітня) |                                         |                                                          |                                     |
| «Гремящий»                                     | Військово-морський флот СРСР            | ескадрений міноносець типу 7                             | Північний флот ВМФ СРСР             |
| «Куйбишев»                                     | Військово-морський флот СРСР            | ескадрений міноносець типу «Новик»                       |                                     |
| «Розумний»                                     | Військово-морський флот СРСР            | ескадрений міноносець типу 7                             |                                     |
| «Роз'ярений»                                   | Військово-морський флот СРСР            | ескадрений міноносець типу 7                             |                                     |